# Deponia Doomsday
Deponia Doomsday est un jeu vidéo d'aventure de type point & click développé par le studio allemand Daedalic Entertainment et sorti en 2016 en Allemagne. Il s'agit du quatrième et dernier épisode de la quadrilogie, il est la suite directe de Goodbye Deponia.

## Accueil
- Adventure Gamers : 4/5[1]
- Gamekult : 6,5/10[2]
- Jeuxvideo.com : 16/20[3]